# Prequel
Prequel ([ˈpriːkwəl]) je označení pro umělecké dílo, jehož děj předchází v dějové chronologii příběhu dříve uveřejněného díla. Dějově tak nenavazuje, ale často objasňuje či dovysvětluje předcházející dílo. Jde o anglický neologismus složený z předpony pre- („před“-) a části slova sequel („pokračování“). Tento postup vyprávění se používá ve filmech, televizních seriálech, literatuře, operách i počítačových hrách.

## Příklady
- Star Wars: filmy z let 1999–2005 Star Wars: Epizoda I – Skrytá hrozba, Star Wars: Epizoda II – Klony útočí a Star Wars: Epizoda III – Pomsta Sithů jsou prequely ke snímkům Star Wars: Epizoda IV – Nová naděje, Star Wars: Epizoda V – Impérium vrací úder a Star Wars: Epizoda VI – Návrat Jediů z let 1977–1983
- Filmová trilogie Hobit (2012–2014) slouží jako prequel k filmové trilogii Pán prstenů (2001–2003).
- Star Trek: televizní seriál Star Trek (1966–1969) má seriálový prequel Star Trek: Enterprise (2001–2005)
- Assassin's Creed: videohra Assassin's Creed IV: Black Flag (2013) je prequelem ke hře Assassin's Creed III (2012)
- Labyrint: romány Rozkaz zabít (2012) a The Fever Code (2016) dějově předcházejí původní knižní trilogii z let 2009–2011
- Film Okresní přebor – Poslední zápas Pepika Hnátka (2012) dějově předchází seriálu Okresní přebor z roku 2010
- Snímek Po strništi bos (2017) dějově předchází filmu Obecná škola (1991).
- Román Corleone (2012) je prequel k románu Kmotr (1969)
- Seriál Devadesátky (2022) je prequel seriálu Případy 1. oddělení (2014–2022).